# Trad.
Ordet Trad. er en forkortelse af traditionel. Betydningen af ordet varierer ofte med sammenhængen hvori det bliver brugt.
Trad kan både skrives med og uden punktum, uden at betydningen ændres.

## Betydning
Når der (for eksempel i et cd-booklet) står Trad. i stedet for et rigtigt kunstnernavn, betyder det at teksten eller melodien er hentet fra en traditionel sang eller melodi, hvor navnet på den oprindelige komponist eller sangskriver ikke har været tilgængeligt.
Hvis forkortelsen "Trad." er brugt om en sang, er det ofte fordi at sangen eller melodien er afskrevet, eller aflyttet fra en traditionel folkesang eller ligende, da information på komponist, sangskriver, komposition eller tekst ikke har været tilgængeligt.
Brug af ordforkortelsen kan referere til følgende:
- I musik, kan trad. referere til:
  - Traditionelt Musik.
  - Traditionelt jazz, også kendt som "Dixieland"
  - En teknik til at holde på trommestikker kaldet traditionelt greb
- I mode, kan trad. referere til:
  - En tøjstil, også kaldet "American Trad"